# Pilosocereus hermii

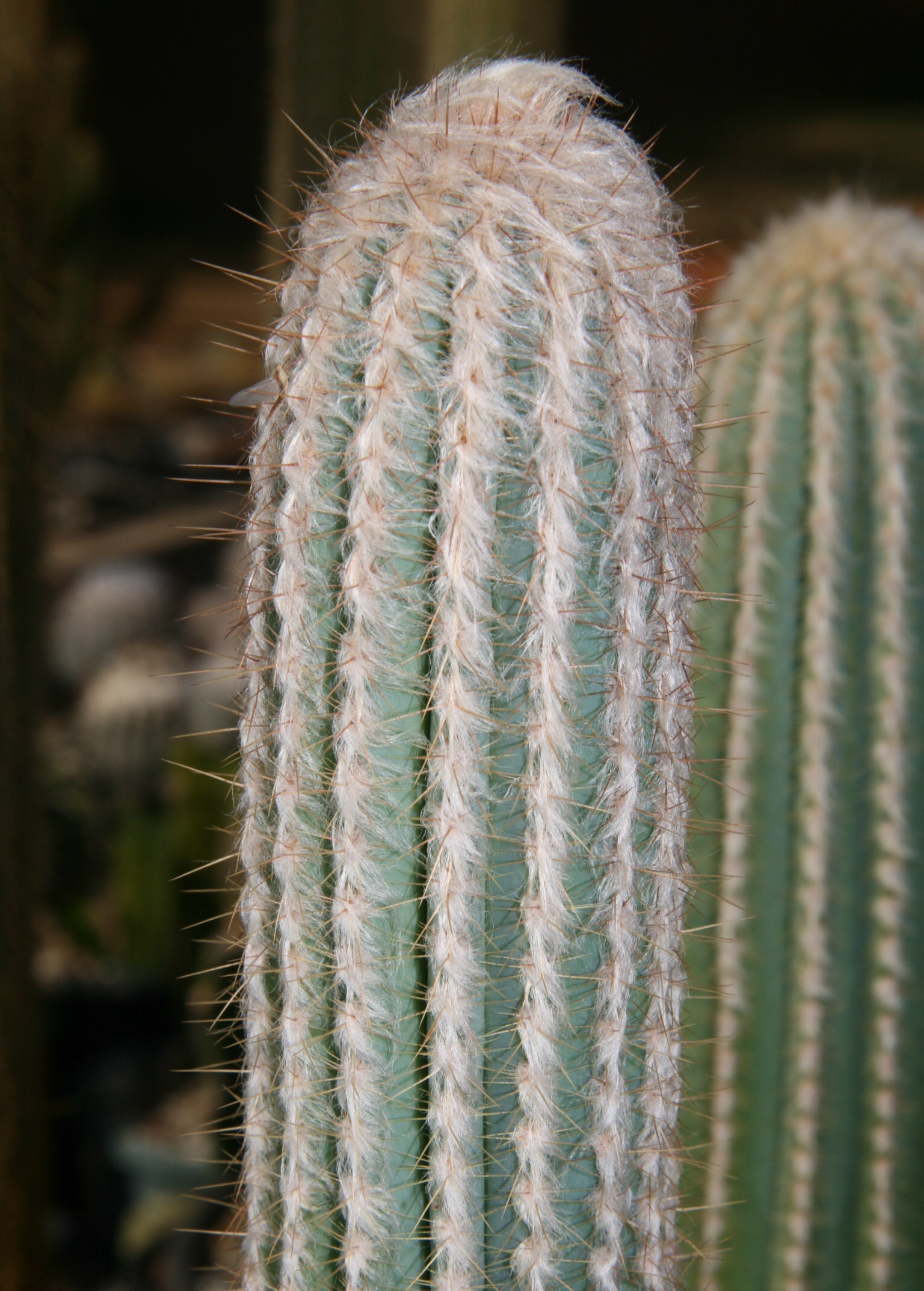
Junger, noch nicht blühfähiger Trieb

Pilosocereus hermii ist eine Pflanzenart in der Gattung Pilosocereus aus der Familie der Kakteengewächse (Cactaceae). Das Artepitheton hermii ehrt den Mitentdecker der Art Konrad Herm.

## Beschreibung
Pilosocereus hermii wächst säulenförmig mit nur wenigen Zweigen und erreicht Wuchshöhen von bis zu 3,6 Metern. Die verholzte Stammbasis ist bis zu 21 Zentimeter dick. Die aufrechten, an ihrer Basis häufig leicht gebogenen, matt-stumpfen, blass gelbgrünen bis graugrünen Triebe weisen Durchmesser von 7,8 bis 10,5 Zentimeter auf. Der Neutrieb ist hellblau-blaugrün  bereift und zeigt manchmal eine gebänderte Bereifung. Es sind acht bis zehn (selten bis zu elf) gerade, dreikantige Rippen vorhanden, die bei Blühreife auf ein bis drei Rippen reduziert sind. Die Rippen sind bis zu 2,4 Zentimeter hoch und an ihrer Basis 1,8 bis 3,5 Zentimeter breit. Die Trennfurche zwischen ihnen ist gerade bis leicht gewellt. Die mehr der weniger runden Areolen messen 1,8 bis 2,8 Millimeter im Durchmesser und stehen 2 bis 5,2 Millimeter voneinander entfernt. Im blühfähigen Bereich der Triebe sind sie deutlich in der Rippe versenkt, eher oval geformt und 2 bis 4,3 Millimeter lang sowie 1,7 bis 2 Millimeter breit. Die 25 bis 40 geraden Dornen sind nadelartig, steif, nicht flexibel und leicht brüchig. Es sind fünf bis zehn Mitteldornen vorhanden, die sich nur schwer von den 20 bis 30 bis zu 1 Zentimeter langen Randdornen unterscheiden lassen. Gelegentlich wird ein bis zu 4,3 Zentimeter langer Mitteldorn ausgebildet, der steif horizontal oder leicht nach oben gerichtet absteht. Das Pseudocephalium umfasst mehr oder weniger alle Rippen. Es besteht aus die Rippen herablaufenden Wollbändern, die aus bis zu 4,3 Zentimeter langen, (weißen bis) cremefarbenen Haaren bestehen.
Die von Fledermäusen bestäubten Blüten öffnen sich in der Nacht. Sie sind bis zu 5,2 Zentimeter lang und erreichen Durchmesser von bis zu 3,5 Zentimeter.
Früchte flachkugelig, 25–28 mm im Durchmesser, olivgrün bis rosa, Pulpa weiß. Samen schwarz bis dunkelbraun, 1,3 mm lang, 0,9 mm breit.

## Verbreitung und Systematik
Pilosocereus hermii ist im Nordwesten des brasilianischen Bundesstaates Minas Gerais in der Serra de São Domingos in Höhenlagen von etwa 700 Metern verbreitet.
Die Erstbeschreibung von Pierre Josef Braun, Eddie Esteves Pereira und Andreas Hofacker wurde 2007 veröffentlicht.

## Nachweise